# サクラ咲ケ
『サクラ咲ケ』（さくらさけ）は、日本の男性アイドルグループ・嵐の通算14枚目となるシングル。2005年3月23日にジェイ・ストームから発売された。

## 概要
シングルの初回限定盤は表題曲のPVを収録したDVDが付属。通常盤は代わりにインスト版を収録している。
表題曲はオリコンが調査している『桜ソングランキング』で、2013年・2014年に1位の森山直太朗の「さくら（独唱）」に続き2位にランクインした。また、2013年5月3日に放送された『ミュージックステーション2時間SP 昭和vs平成 春の応援ソングBest25』では平成生まれの部門で1位を獲得した。

## チャート成績
初週11.5万枚を売り上げ、4月4日付オリコン週間シングルランキングで初登場1位を獲得。シングル1位獲得は前々作『PIKA★★NCHI DOUBLE』から3作連続通算10作目、TOP3入りはデビューシングル『A・RA・SHI』から14作連続通算14作目となった。また、男性アイドルグループによる通算10作目の1位獲得は光GENJI、SMAP、KinKi Kids、V6に次いで史上5組目となった。

## 収録曲

### CD
※（オリジナル・カラオケ）は、通常盤のみ収録。
1. サクラ咲ケ [4:21]
作詞：相田毅
Rap詞：櫻井翔
作曲：谷本新
編曲：石塚知生
  - 櫻井翔出演「城南予備校」CMソング
2. 手つなごぉ [4:33]
作詞：樽木栄一郎
作曲・編曲：AKIRA
3. サクラ咲ケ（オリジナル・カラオケ）
4. 手つなごぉ（オリジナル・カラオケ）

### DVD
※初回限定盤のみ
1. 「サクラ咲ケ」ビデオ・クリップ
監督：須永秀明

## 収録アルバム
- One（#1）
- 5×10 All the BEST! 1999-2009（#1）
- ウラ嵐マニア（#2）
- 5×20 All the BEST!! 1999-2019（#1）
- ウラ嵐BEST 1999-2007（#2）

## 映像作品
サクラ咲ケ
- ARASHIC（初回限定盤）
- ARASHI AROUND ASIA Thailand-Taiwan-Korea
- ARASHI AROUND ASIA+ in DOME
- SUMMER TOUR 2007 FINAL Time -コトバノチカラ-
- ARASHI AROUND ASIA 2008 in TOKYO
- ARASHI Anniversary Tour 5×10
- ARASHI 10-11 TOUR "Scene"〜君と僕の見ている風景〜 STADIUM
- ARASHI 10-11 TOUR "Scene"〜君と僕の見ている風景〜 DOME+
- ARASHI LIVE TOUR Beautiful World
- ARASHI アラフェス NATIONAL STADIUM 2012
- ARASHI アラフェス'13 NATIONAL STADIUM 2013
- ARASHI Live Tour 2013 “LOVE”
- ARASHI LIVE TOUR 2014 THE DIGITALIAN
- ARASHI BLAST in Miyagi
- ARASHI LIVE TOUR 2017-2018 「untitled」
- ARASHI Anniversary Tour 5×20
- This is 嵐 LIVE 2020.12.31